# Août 1800

## Événements
- 4 août, États-Unis : le deuxième recensement tient place. Le recensement estime la population des États-Unis à 5.308.483 habitants dont  893.602 esclaves[1].

|                                  | 1790      | 1800      |
| -------------------------------- | --------- | --------- |
| Population totale des États-Unis | 3.929.326 | 5.308.483 |
| Esclaves aux États-Unis          | 697.681   | 893.602   |

- 13 août, France : Bonaparte demande à Cambacérès de diriger une commission chargée de composer le Code des Lois (Code civil français).
- 23 août : une flotte britannique apparaît devant Batavia mais se retire faute de troupes de débarquement après avoir incendié quelques maisons et détruit des bateaux dans la rade[2].
- 24 août : combat naval de Malte[3].
- 30 août, États-Unis : révolte de Gabriel Prosser, un jeune esclave noir de 24 ans qui tente de prendre la ville de Richmond (Virginie) à la tête d’un millier de Noirs. Dénoncée par deux autres esclaves, sa tentative échoue et il est pendu avec 35 de ses hommes[4].

## Naissances
- 13 août : Ippolito Rosellini (mort en 1843), égyptologue italien.
- 15 août : Édouard d'Huart, homme politique belge († 5 novembre 1884).
- 17 août : Charles Rogier, homme politique belge († 27 mai 1885).
- 26 août : Félix Archimède Pouchet (mort en 1872), biologiste français.

## Décès
- 3 août - Carl Friedrich Christian Fasch, compositeur allemand (° 1736).
- 12 août : Anne-Catherine de Ligniville Helvétius salonnière française.
- 31 août : John Blair, (né en 1732) était un juge de la Cour suprême des États-Unis d'Amérique. Délégué au Congrès constitutionnel de la 1787, il fut l'un des signataires de la Constitution des États-Unis d'Amérique[5].